# 吉井しえる
吉井 しえる（よしい しえる、2005年〈平成17年〉7月2日 - ）は、日本のグラビアアイドル、女優。群馬県高崎市出身。エイジアプロモーション所属。

## 経歴
保育園の時に子役としてエキストラを務め、中学時代から地元の舞台・ミュージカルに出演。2020年にはユニクロ「ヒートテック」のCMでトランペット演奏を披露した
その後高校2年時にエイジアプロモーションと契約を結んだ後、2023年5月、ミスマガジン2023でベスト16にエントリーし、同年8月、ミスマガジンの審査員特別賞に選出。受賞後に掲載された週刊ヤングマガジンのグラビアでは「群馬が生んだスマイルエンジェル」と紹介された。

## 人物
- 名前の「しえる」は、出生時の体重が1,100gだったことから、「九死に一生を得る」という意味で付けられたという[2]
- 子供の頃からダンスを習い[1]、バク転とY字バランスが得意[5]。
- 2歳上の兄がいる[2]。
- 食べることが大好きでありグルメ番組への出演が夢と語っている[3]。

## 出演

### 舞台
- イマジンミュージカル『小公女セディ』（2018年8月、昌賢学園まえばしホール） - 前橋公演アンサンブル
- イマジンミュージカル『オリバー・ツイスト』（2019年8月、昌賢学園まえばしホール） - 前橋公演アンサンブル
- 【公演中止】ミュージカルスクエア『サオリの国のアリス』（2020年3月25日 - 26日、三鷹市芸術文化センター星のホール） - チーム夢・サオリ 役
- ヒロセプロジェクト『アシタボシ2020』（2020年11月21日 - 24日、ラゾーナ川崎プラザソル） - チーム星・主演・空野リン 役
- 白虹劇団旗揚げ公演『サオリの国のアリス』（2021年5月22日 - 23日、アトリエファンファーレ高円寺）  - B班・主演・アリス 役
- ST企画/GTSダンスミュージカル 合同プロジェクト公演『We Go! grease』（2021年10月2日 - 3日、亀戸文化センターカメリアホール） - マーティ 役
- MPinK『KANAGAWA MUSIC REVUE SHOW vol.3』（2022年4月21日 - 24日、KAAT神奈川芸術劇場大スタジオ） - 根岸みなも 役
- IMAGINEコンパクトミュージカル試作公演『Little Women～4姉妹で綴る若草物語～』（2022年6月5日、イマジンBスタジオ） - ベス 役
- MPinK『MPinKとなつやすみ』（2022年8月4日 - 7日、大岡山劇場） - 根岸みなも 役
- IMAGINEコンパクトミュージカル『若草物語＊あしながおじさん』（2022年12月23日、武蔵野市民文化会館大ホール）[6] - 若草物語・ジョー 役
- MPinK『薔恋多院家の三姉妹』（2024年2月8日 - 14日、ラゾーナ川崎プラザソル）[7] - 渡辺 役
- プロダクションピエロ第6回本公演『歌舞いてる者たち』（2024年11月13日 - 17日、大塚・萬劇場）[8] - 天使アンゲロイ 役

### ドラマ
- 無能の鷹 第2話（2024年10月18日、テレビ朝日） - 女子高生 役

### 映画
- 代々木ジョニーの憂鬱な放課後（2025年3月公開予定）[9] - デコ 役

### CM
- ユニクロ「ヒートテック - あったかいは力だ。」（2020年10月 - ）[10]
- SPOTLIGHT NETWORK LIMITED「文明と征服：Era of Conquest ゼロから始める世界征服」（2023年9月 - ）[11][動画 1][動画 2]

### イベント
- MPinK『YEAR END MUSIC PARTY』（2021年12月28日 - 29日、溝ノ口カレー,溝ノ口劇場）
- SASP × MPinK『Discover New Stars In The Octover Sky』（2022年10月28日、横須賀芸術劇場大ホール）[12]
- MPinK『YEAR END MUSIC PARTY vol.2』（2022年12月27日 - 28日、ラゾーナ川崎プラザソル）
- ミスマガジン2023ベスト16お披露目イベント（2023年5月9日、都内某所）[13] - ミスマガジン2023ベスト16
- ミスマガジン2023グランプリ発表イベント（2023年8月29日、都内某所）[14] - ミスマガジン2023
- MPinK『Valentine's Concert』（2024年2月11日、ラゾーナ川崎プラザソル）
- ミスマガジン2024ベスト16お披露目イベント（2024年5月14日、都内某所）[15] - ミスマガジン2023,ミスマガジン2024ベスト16
- 「さよならエリュマントス」Blu-ray発売記念 ＆「代々木ジョニーの憂鬱な放課後」クランクイン直前 トークライブ feat.ミスマガジン2022-2023（2024年8月15日、Loft9 Shibuya）[16] - ミスマガジン2022,ミスマガジン2023
- ミスマガジン2024グランプリ発表イベント（2024年8月28日、都内某所）[17] - ミスマガジン2023,ミスマガジン2024
- 「違う惑星の変な恋人」Blu-ray発売記念 ＆「代々木ジョニーの憂鬱な放課後」クランクアップ記念イベント Night Falls On KCU #1（2024年10月15日、Loft9 Shibuya）[18] - ミスマガジン2023
- 「代々木ジョニーの憂鬱な放課後」クラウドファンディング支援者向け完成披露試写（2025年1月26日、ユーロライブ） - ミスマガジン2023

### ネット配信
- ヤンマガWeb（講談社）
  - ミスマガのアソビバ![19]

## 作品

### 雑誌
- 週刊ヤングマガジン（講談社）
  - 2023年24号（2023年5月15日、撮影：大藪達也）[20] - 表紙・ミスマガジン2023ベスト16
  - 2023年25号（2023年5月22日、撮影：大藪達也）[21] - ミスマガジン2023ベスト16
  - 2023年40号（2023年9月4日、撮影：藤本和典,カノウリョウマ）[22] - 表紙・巻頭・ミスマガジン2023
  - 2023年41号（2023年9月11日、撮影：藤本和典,カノウリョウマ） - ミスマガジン2023
  - 2024年4・5号（2023年12月25日、撮影：LUCKMAN）[23] - 表紙・巻頭・ミスマガジン2023
  - 2024年12号（2024年2月19日、撮影：LUCKMAN）[24] - 表紙・巻頭・一ノ瀬瑠菜,加藤綾乃,吉井しえる
  - 2024年36・37号（2024年8月5日、撮影：Takeo Dec.）[25] - 表紙・巻頭・ミスマガジン2023
  - 2025年2・3号（2024年12月9日、撮影：LUCKMAN）[26][27] - ミスマガジン2023

- 月刊ヤングマガジン（講談社）
  - 2023年10月6日号増刊（2023年9月20日、撮影：藤本和典,カノウリョウマ） - 表紙・巻頭・ミスマガジン2023
  - 2024年4月6日号増刊（2024年3月18日、撮影：LUCKMAN）[28] - 一ノ瀬瑠菜,加藤綾乃,吉井しえる
  - 2025年1月6日号増刊（2024年12月20日、撮影：Takeo Dec.） - 特別付録DVDのみ・ミスマガジン2023

- 週刊プレイボーイ（集英社）
  - 2025年 No.6（2025年1月27日、撮影：鈴木ゴータ）[2]

### デジタル写真集
- ヤンマガアザーっす！（講談社［ヤンマガデジタル写真集］）
  - ミスマガジン2023 1&2 ＜YM2023年40号・41号未公開カット＞（2023年11月3日、撮影：藤本和典,カノウリョウマ）[29] - ミスマガジン2023
  - ミスマガジン2023 ＜YM2024年4/5号未公開カット＞（2024年2月2日、撮影：LUCKMAN）[30] - ミスマガジン2023
  - 一ノ瀬瑠菜 加藤綾乃 吉井しえる（ミスマガジン2023）＜YM2024年12号未公開カット＞（2024年4月12日、撮影：LUCKMAN）[31] - 一ノ瀬瑠菜,加藤綾乃,吉井しえる
  - ミスマガジン2023 ＜YM2024年36/37号未公開カット＞（2024年10月18日、撮影：Takeo Dec.）[32] - ミスマガジン2023
  - 一ノ瀬瑠菜 加藤綾乃 吉井しえる 尾茂井奏良 大西陽羽 古田彩仁 ＜YM2025年2/3号未公開カット＞（2025年3月14日、撮影：LUCKMAN）[33] - 一ノ瀬瑠菜,加藤綾乃,吉井しえる,尾茂井奏良,大西陽羽,古田彩仁

- ミスマガのアソビバ！（講談社［ヤンマガデジタル写真集］）
  - 吉井しえる ミスマガジン2023ソログラビアSP！6（2023年12月29日、撮影：藤本和典,カノウリョウマ）[34]
  - 吉井しえる ミスマガジン2023×食欲（2024年1月12日、撮影：岡本武志）[35]
  - 吉井しえる もしミスマガがメイドだったら!?（2024年2月9日、撮影：桑島智輝）[36]
  - 吉井しえる ミスマガのメンバーがフィットネスに挑戦！（2024年3月15日、撮影：西村康）[37]
  - 吉井しえる レトログラビア（2024年5月3日、撮影：岡本武志）[38]
  - 吉井しえる 「スパイ&アサシン」（2024年6月14日、撮影：まくらあさみ）[39]
  - 吉井しえる 雨の日の過ごし方（2024年8月2日、撮影：高橋慶佑）[40]
  - 吉井しえる なつやすみ！（2024年9月6日、撮影：U-YA）[41]
  - 吉井しえる 2023未公開傑作選SP！（2024年10月4日、撮影：岡本武志,西村康,U-YA,高橋慶佑,まくらあさみ,桑島智輝）[42]

- 週プレ PHOTO BOOK（集英社）
  - 吉井しえる写真集「19歳、揺れ動く」（2025年1月27日、撮影：鈴木ゴータ）[2][43][44]

### 楽曲
- 『DanDanキラリ』（2024年5月14日、作詞：カイザー恵理菜,作曲：吉岡大地,編曲：井尻希樹(agehasprings Party)）[45] - ミスマガジン2023

### 動画
1. ↑  【文明と征服：EOC】【CM公開】「ゼロから始める世界征服」(30秒Ver.) 【エラコン】 - YouTube（2023年9月15日公開）2024年10月17日閲覧。
2. ↑  【文明と征服：EOC】オードリーさんが出演のCMメイキング公開 - YouTube（2023年10月24日公開）2024年10月17日閲覧。